# Kamieńsk (krater)
Kamieńsk – krater uderzeniowy w Rosji, nieopodal Kamieńska Szachtyńskiego w obwodzie rostowskim.
Krater ma 25 km średnicy i powstał około 49,0 ± 0,2 miliona lat temu w eocenie; obecnie nie jest widoczny na powierzchni. Powstał prawdopodobnie równocześnie z innym ok. osiem razy mniejszym, położonym niedaleko kraterem nazwanym Gusiew. Przypuszczalnie ta para kraterów powstała na skutek upadku małej planetoidy i jej księżyca, podobnie jak kratery Nördlinger Ries i Steinheim w Niemczech.